# Gabinete Rochebouët
O Gabinete Rochebouët foi o ministério formado por Gaëtan de Rochebouët em 23 de novembro de 1877 e dissolvido em 13 de dezembro do mesmo ano. Foi o 11º gabinete da Terceira República Francesa, sendo antecedido pelo Gabinete Broglie III e sucedido pelo Gabinete Dufaure V.

## Contexto
Gaëtan de Rochebouët foi encarregado pelo Presidente da República, Patrice de Mac-Mahon, de organizar um novo gabinete após a crise do último governo Broglie. Contudo, esse novo gabinete foi considerado “presidencial”, sem nenhum parlamentar entre seus membros, cujo objetivo era tratar dos assuntos mais urgentes da administração pública e evitar homens que estivessem envolvidos nos conflitos recentes, mantendo o gabinete fora das lutas políticas e independente da maioria republicana recentemente eleita.
Em meio à conspirações militares e conservadoras, a Assembleia Nacional Francesa recusou-se a reconhecer um ministério composto em desafio às eleições de outubro de 1877. Assim, em 13 de dezembro, Rochebouët apresentou a renúncia do governo ao Presidente da República. Perante a impossibilidade de formar um gabinete ao seu gosto, Mac-Mahon considerou demitir-se, mas seus colaboradores mais próximos dissuadiram-no. No mesmo dia, ele nomeou novamente Jules Dufaure como Presidente do Conselho de Ministros para formar um governo dominado por republicanos moderados (ou oportunistas) de centro-esquerda.

## Composição
- Presidente da República: Patrice de Mac-Mahon
- Presidente do Conselho de Ministros: Gaëtan de Rochebouët
- Ministro dos Estrangeiros: Gaston de Banneville
- Ministro da Justiça: François Lepelletier
- Ministro do Interior: Charles Welche
- Ministro da Guerra: Gaëtan de Rochebouët
- Ministro das Finanças: François-Ernest Dutilleul
- Ministro da Marinha e das Colônias: Albert Roussin
- Ministro da Instrução Pública, Cultos e Belas Artes: Hervé Faye
- Ministro das Obras Públicas: Michel Graeff
- Ministro da Agricultura e do Comércio: Jules Ozenne